# Andreas
Pour les articles homonymes, voir Andreas (homonymie).
 (novembre 2018).
Compléments
Rork, Arq, Capricorne, Fantalia, Comix 2000
Andreas (de son vrai nom Andreas Martens) est un scénariste et dessinateur de bande dessinée, né le 3 janvier 1951 à Weißenfels, en République démocratique allemande.

## Biographie
Après avoir vécu à Weißenfels où il est né, Andreas déménage avec ses parents pour Düsseldorf en 1965.
À la fin des années 1960, à l'occasion d'un voyage en Grande-Bretagne, il découvre les comics Marvel, et se sent attiré par la narration et la mise en page.

### Années de formation
En 1972, ratant la date des inscriptions de l'Institut Saint-Luc à Bruxelles, il commence ses études artistiques à l'Académie des beaux-arts de Düsseldorf. Il y passe un an.
En 1973, Andreas quitte l'Allemagne pour se rendre en Belgique afin d'y étudier, pendant trois ans, à l'Institut Saint-Luc. Il y rencontre Philippe Berthet, Antonio Cossu et Philippe Foerster avec qui il travaille en atelier en 1977. Durant la seconde année d'étude, il suit en parallèle les cours d'Eddy Paape à l'Académie de Saint-Gilles pendant deux ans. C'est auprès de Paape qu'Andreas apprend "les bases de la narration, du dessin, la composition d'une planche". Andreas travaille en tant qu'assistant avec Paape pendant un an et demi, sur Udolfo (Andreas faisant le crayonné) et la série Luc Orient.
En 1978, il emménage en France, d'abord à Paris puis à Saint-Brieuc (1982), à Rennes (1995) et enfin à Loyat dans le Morbihan (2008).

### Premières publications
Il débute en participant aux revues (À suivre), Le Journal de Tintin et Métal hurlant.
En 1978, il crée le personnage de Rork, qu'il propose à la revue Le Journal de Tintin, dont le rédacteur en chef est alors André-Paul Duchâteau. En 1982, Andreas arrête provisoirement la série.
Son premier album publié est Révélations posthumes en 1980 aux éditions Bédérama, avec François Rivière comme scénariste. C'est un recueil de quatre histoires imaginaires sur les écrivains H. P. Lovecraft, Agatha Christie, Jules Verne, et Pierre Loti, parues dans la revue (À suivre) et utilisant la technique de la carte à gratter.
En 1984, les aventures de Rork sont reprises dans deux albums dans la collection Histoires et légendes des éditions Le Lombard. L'éditeur demande à Andreas de continuer la série, et lui offre un contrat pour un cycle de cinq albums. Cette série s'achèvera en 1993 avec la publication de Retour.
En 1995, Andreas collabore à Styx , scénarisé et dessiné par Philippe Foerster. Il en réalise l'encrage, l'album paraît au Lombard, dans la collection « Signé ».

### Séries longues –Capricorne,Arq
Depuis 1997, il travaille principalement sur ses deux plus longues séries : Capricorne (une vingtaine d'albums plus les intégrales en réédition) pour les éditions du Lombard et Arq (prévue en 18 tomes) pour celles de Delcourt.
Depuis 2001, Andreas délègue la colorisation de la série Capricorne à Isabelle Cochet. En 2006, le partenariat se pérennise, Isabelle Cochet participe au dessin de l'album Quintos. En 2019, notamment, parait l'album L'Argentine (Futuropolis),.
En 2001, le festival de bande dessinée Quai des Bulles de Saint-Malo lui a remis le prix Bonnet d'âne.
En 2002, il participe à Donjon dirigée par Lewis Trondheim et Joann Sfar en dessinant La Carte majeure de la série Monster dans la collection Humour de rire des éditions Delcourt.
Andreas a publié une quarantaine d'albums en 25 ans.

## Influences

### Littérature et bande dessinée
Andreas apprécie à la fois H. P. Lovecraft, Edgar Allan Poe et la série noire dans les thèmes qu'il aborde, graphiquement, il se dit influencé en particulier par des dessinateurs de comics et cite entre autres Bernie Wrightson, Joe Kubert, Neal Adams et Richard Corben, mais aussi Barry Windsor-Smith ou Alex Toth. Dans sa jeunesse, il se passionne pour Joe Kubert, Bernie Wrightson, Neal Adams, John Buscema et Jim Aparo.
Dans un entretien publié en 2012, il déclare son intérêt pour des auteurs américains comme Stuart Immonen, John Romita Jr., Bryan Hitch, Greg Capullo, Alex Maleev, Pasqual Ferry, Chris Bachalo ou Toby Cypress.

### L'architecture
Dès le premier épisode de Rork (Un siècle pour une maison, publié en 1978), ou dans des albums comme Le Cimetière de cathédrales, ou New York (qui présente un New York coupé en deux), les architectures tiennent une place importante dans l'œuvre d'Andreas. Le journaliste Antoine Guillot relève ce motif dans le personnage récurrent de Low Valley, qui utilise des pouvoirs de télékinésie pour désassembler (voire réassembler) des édifices. Dans une interview, Andreas déclare qu'avant de faire de la bande dessinée, il voulait devenir architecte. Dans l'album Le Triangle rouge, il rend hommage à l'architecte américain Frank Lloyd Wright.

## Publications

### Albums de bande dessinées

#### Collectifs
- À l'aube de la liberté (éditions Dargaud, septembre 1989)
Album collectif 59 pages, format 24x32 cartonné  (ISBN 2-205-03889-3)
  - Histoire : Le 8e prisonnier (8 planches, scénario, dessin, couleurs directes : Andreas)
- Comix 2000 (éditions L'Association, 2000)
Album collectif 2048 pages, format 16x24,5 cartonné, noir et blanc  (ISBN 2-84414-022-X)
  - Histoire: Rennes (France) (4 planches noir et blanc muettes, scénario, dessin, Andreas)
- Entre chats (éditions Delcourt, novembre 1989) (sous la direction de Frank Pé)
Album collectif cartonné, couleur  (ISBN 2-906187-33-X et 2-84789-522-1)
  - Histoire : Le cauchemar (3 planches muettes, dessin, scénario, couleurs directe : Andreas) + deux illustration couleur et noir et blanc.
- La fabrique Delcourt a dix ans (éditions Delcourt, mars 1996) 
Album collectif 72 pages, format 23x32 cartonné, noir et blanc   (ISBN 2-84055-091-1)
  - Histoire sans titre : (1 planche noir et blanc, scénario, dessin : Andreas)
- Norte Sur (éditions Ikusager (Espagne), 1989) 
Album collectif 80 pages, format 24x30,5 cartonné 
  - Histoire : El Regreso (8 planches, couleurs directs : Andreas)
- Paroles de parloirs (éditions Delcourt, collection Encrages, novembre 2003) (scénario de Éric Corbeyran) 
Album 141 pages, format 16,5x23 souple noir et blanc  (ISBN 2-84789-309-1)
  - Histoire : Le Temps de la réflexion (4 planches d'après un texte de Rachida)
- Pourquoi j’aime la bande dessinée (éditions Delcourt, septembre 2006) 
Album 120 pages, format 18x27 souple, noir et blanc  (ISBN 2-7560-0442-1)
  - Histoire sans titre : (1 planche noir et blanc, scénario, dessin : Andreas)

## Prix
- 1980 : Prix Saint-Michel de l'espoir pour Fragments (Rork)[réf. souhaitée]
- 1985 : Chambre belge des experts en bande dessinée, prix du meilleur dessin pour La caverne du souvenir[10]
- 2001 : Prix Bonnet d'âne au Quai des bulles